# Pınar Karabulut
Pınar Karabulut (geboren 1987 in Mönchengladbach) ist eine deutsche Theater- und Opernregisseurin.

## Berufsweg
Pınar Karabulut studierte Theaterwissenschaft, Kunstgeschichte und Neue deutsche Literatur an der Ludwig-Maximilians-Universität München. Nach Assistenzen an den Münchener Kammerspielen und dem Zürcher Neumarkt Theater war sie von 2013 bis 2016 Regieassistentin am Schauspiel Köln. Ab 2014 inszenierte sie an verschiedenen deutschsprachigen Bühnen, u. a. am Schauspiel Köln, der Volksbühne Berlin, dem Maxim-Gorki-Theater Berlin, dem Münchner Volkstheater, dem Volkstheater Wien und dem Theater Basel.
Pınar Karabulut gehörte von 2020 bis 2023 zum künstlerischen Leitungsteam der Münchner Kammerspiele.

## Inszenierungen (Auswahl)
- 2014: Invasion! von Jonas Hassen Khemiri, Schauspiel Köln
- 2015: Furcht und Ekel. Das Privatleben glücklicher Leute. Szenen aus Deutschland von Dirk Laucke, Schauspiel Köln
- 2016: Karnickel von Dirk Laucke, Schauspiel Köln[3]
- 2016: Gott wartet an der Haltestelle von Maya Arad Yasur, Staatsschauspiel Dresden[4]
- 2017: Nothing left to destroy von Gerasimos Bekas, Maxim-Gorki-Theater Berlin im Rahmen des Festivals „Theater ist endlich ist Theater“
- 2017: Romeo und Julia von William Shakespeare, Schauspiel Köln[5]
- 2018: Heimwärts von Ibrahim Amir, Volkstheater Wien[6]
- 2018: The great tragedy of female power von William Shakespeare, Lady Gaga, Pınar Karabulut und Anika Steinhoff, Theater Neumarkt Zürich[7]
- 2018: In den Straßen keine Blumen von Charlotte Roos, Münchner Volkstheater[8]
- 2018: Drei Schwestern von Anton Tschechow, Schauspiel Köln[9]
- 2019: Endstation Sehnsucht von Tennessee Williams, Volkstheater Wien[10]
- 2019: Die Hand ist ein einsamer Jäger von Katja Brunner, Volksbühne Berlin[11]
- 2019: Attentat oder frische Blumen für Carl Ludwig von Mehdi Moradpour, Theater Bremen[12]
- 2020: Mamma Medea von Tom Lanoye, Volksbühne Berlin
- 2020: Mourning becomes Electra von Eugene O’Neill, Volksbühne Berlin[13]
- 2021: Der Sprung vom Elfenbeinturm nach Gisela Elsner, Münchner Kammerspiele[14]
- 2021: Like Lovers Do (Memoirs of Medusa) von Sivan Ben Yishai, Münchner Kammerspiele[15]
- 2022: Der Spieler nach Fjordor Dostojewskij, Theater Basel[16]
- 2022: Richard Drei. Mitteilungen der Ministerin der Hölle von Katja Brunner nach William Shakespeare, Schauspiel Köln[17]
- 2022: Das Erbe. Uraufführung Münchener Kammerspiele[18]
- 2024: Le Grand Macabre von György Ligeti am Staatstheater Wiesbaden[19]

## Preise und Auszeichnungen
Sie erhielt 2016 für ihre Regiearbeit Furcht und Ekel. Das Privatleben glücklicher Leute. den NachSpielPreis des Heidelberger Stückemarktes. Ihre Inszenierung Endstation Sehnsucht am Volkstheater Wien war 2019 für den Nestroy-Preis nominiert. 2021 wurde sie mit dem Förderpreis für junge Künstlerinnen und Künstler des Landes Nordrhein-Westfalen in der Sparte Darstellende Kunst ausgezeichnet. Ihre Inszenierung Like Lovers Do (Memoirs of Medusa) wurde zum Theatertreffen 2022 eingeladen.